# 6812 Robertnelson
6812 Robertnelson è un asteroide della fascia principale. Scoperto nel 1978, presenta un'orbita caratterizzata da un semiasse maggiore pari a 3,1303531 au e da un'eccentricità di 0,1149064, inclinata di 0,87781° rispetto all'eclittica.